# Список перших леді Польщі

## Списокперших ледіПольщі
| Перша леді | Перша леді | Перша леді                                       | Роки життя                      | Дата реєстрації шлюбу | Чоловік                 | Початок терміну | Закінчення терміну    |
| ---------- | ---------- | ------------------------------------------------ | ------------------------------- | --------------------- | ----------------------- | --------------- | --------------------- |
| 1          |            | Марія Пілсудська (уроджена - Koplewska )         | нар. 1865 пом. 1921             |                       | Юзеф Пілсудський        | 1918            | 1921                  |
| 2          |            | Александра Пілсудська (уроджена - Szczerbińska ) | нар. 1882 пом. 1963             |                       | Юзеф Пілсудський        | 1921            | 1922                  |
| 3          |            | Єва Нарутович (уроджена - )                      | нар. пом.                       |                       | Габріель Нарутович      | 1922            | 1922                  |
| 4          |            | Марія Войцеховська (уроджена - Kiersnowska )     | нар. 1869 пом. 1959             |                       | Станіслав Войцеховський | 1922            | 1926                  |
| 5          |            | Марія Мосцицька (уроджена - Dobrzańska)          | нар. 1896 пом. 1979             |                       | Ігнацій Мосцицький      | 1926            | 1939                  |
| 6          |            | Барбара Ярузельська (уроджена - Jaskólska)       | нар. 1930                       | пом. 2021             | Войцех Ярузельський     | 1985            | 1990                  |
| 7          |            | Данута Валенса (уроджена - Gołoś)                | нар. 25.02.1949                 |                       | Лех Валенса             | 1990            | 1995                  |
| 8          |            | Йоланта Квасневська (уроджена - Конта)           | нар. 03.06.1955                 |                       | Александр Квасневський  | 1995            | 2005                  |
| 9          |            | Марія Качинська (уроджена - Мацкевич)            | нар. 06.01.1943 пом. 10.04.2010 |                       | Лех Качинський          | 2005            | 2010                  |
| 10         |            | Анна Коморовська (уроджена - Дембовська )        | нар. 11.05.1953                 |                       | Броніслав Коморовський  | 2010            | 2015                  |
| 11         |            | Агата Корнхаузер-Дуда (уроджена - Корнхаузер)    | нар. 2.04.1972                  |                       | Анджей Дуда             | 2015            | нині діюча перша леді |